# Incertae sedis
Incertae sedis (in-ˈsər-tē-ˈsē-dəs, «невизначеного положення») — латинський вислів, який означає, що положення таксона в систематиці біологічних об'єктів точно не з'ясовано.
Таксон може розглядатися як група неясного систематичного положення з кількох причин[джерело?].
По-перше, через нестачу інформації про його представників або через труднощі з її інтерпретацією. Таке нерідко трапляється з таксонами тварин або рослин, описаними за викопними залишками, хоча іноді можливо і стосовно добре вивчених сучасних груп. Їхнє систематичне положення вдається встановити лише приблизно. У цій ситуації зазвичай зазначається біноміальна назва, після чого положення виду в системі вказується з можливою точністю. Так, наприклад, твердження «Aus bus, Coleoptera incertae sedis» вказує, що вид Aus bus поза сумнівом належить до ряду Coleoptera (жорсткокрилі або жуки), але встановити його належність до якої-небудь із підгруп цього ряду неможливо. При застосуванні сучасних методів аналізу даних такі таксони часто свідомо виключають з аналізу, оскільки додавання їх в матрицю може привести до систематичної похибки в розрахунках.
По-друге, через відсутність консенсусу між фахівцями. За наявності кількох конкуруючих класифікацій деякі автори воліють тимчасово розглядати таксон із несталим систематичним положенням як таксон incertae sedis.
По-третє, останнім часом[коли?] серед філогенетиків спостерігається тенденція відносити так звану стовбурову групу (англ. stem group), до якої належить гіпотетичний спільний предок якогось таксона, як підгрупу incertae sedis всередині таксона. Це роблять для того, аби уникнути твердження, що предок найближче споріднений із такою-то підгрупою, оскільки він є предком для таксона в цілому[джерело?].